# Pleasure & the Pain
Pleasure & The Pain is het twaalfde studioalbum van de Canadese band Saga.

## Musici
- Michael Sadler – zang
- Ian Crichton – gitaar
- Jim Crichton – basgitaar
- Jim Gilmour – toetsen en zang
- Glen Sobel – slagwerk

## Composities
Alle nummers geschreven door Saga, behalve "Taxman", geschreven door George Harrison, en "Where's My Money" en "Gonna Give It to Ya", welke zijn geschreven door Saga en Stretch.
1. "Heaven Can Wait" – 6:16
2. "How Do You Feel?" – 4:07
3. "Welcome to the Zoo" – 4:31
4. "Where's My Money" – 5:19
5. "You're Not Alone "97"" – 4:20
6. "Taxman" – 3:39
7. "You Were Made for Me" – 3:46
8. "Gonna Give It to Ya" – 3:57
9. "Fantastically Wrong" – 5:50
10. "Pleasure and the Pain" – 2:39